# 메가정
메가정(妻鹿町)은 일본 효고현 시카마군에 설치되었던 정이다. 현재의 히메지시의 일부에 해당한다.